# Campeonato de Francia de rugby league
El campeonato de Francia de rugby league (o rugby a 13) es la máxima categoría del sistema de Ligas de rugby league de Francia. Es disputada por nueve equipos en Francia. Comenzó a disputarse en la temporada 1934-35 y desde entonces se ha celebrado sin interrupciones, con la excepción de 1941 a 1944 porque fue prohibido para la Francia de Vichy.

## Participantes
En esta competición han participado nueve equipos diferentes.
Equipos de la temporada 2015-16
- Albi
- Avignon
- Carcassonne
- Lézignan
- Limoux
- Palau-del-Vidre
- Saint-Estève XIII catalan
- Toulouse
- Villeneuve-sur-Lot

## Historial
| Año         | Campeón                                                 | Marcador                                                | Perdedor                                                | Sede Final                                              | Asistencia                                              |
| ----------- | ------------------------------------------------------- | ------------------------------------------------------- | ------------------------------------------------------- | ------------------------------------------------------- | ------------------------------------------------------- |
| 1935        | Villeneuve                                              | No final                                                | No final                                                | No final                                                | No final                                                |
| 1936        | XIII catalan                                            | 25 - 14                                                 | Bordeaux                                                | Talence (Suzon)                                         | 14 150                                                  |
| 1937        | Bordeaux                                                | 23 - 10                                                 | XIII catalan                                            | Talence (Suzon)                                         | 14 300                                                  |
| 1938        | Albi                                                    | 8 - 5                                                   | Villeneuve                                              | Talence (Suzon)                                         | 13 200                                                  |
| 1939        | Roanne                                                  | 9 - 0                                                   | Villeneuve                                              | Bordeaux (Lescure)                                      | 19 100                                                  |
| 1940        | XIII catalan                                            | 20 - 16                                                 | Pau                                                     | Toulouse (Minimes)                                      | 10 000                                                  |
| 1941 a 1944 | El Rugby à XIII fue prohibido para la Francia de Vichy. | El Rugby à XIII fue prohibido para la Francia de Vichy. | El Rugby à XIII fue prohibido para la Francia de Vichy. | El Rugby à XIII fue prohibido para la Francia de Vichy. | El Rugby à XIII fue prohibido para la Francia de Vichy. |
| 1945        | Carcassonne                                             | 13 - 12                                                 | Toulouse                                                | Perpiñán (Laffon)                                       | -                                                       |
| 1946        | Carcassonne                                             | 12 - 0                                                  | Toulouse                                                | Lyon                                                    | -                                                       |
| 1947        | Roanne                                                  | 19 - 0                                                  | Carcassonne                                             | Lyon                                                    | 15 000                                                  |
| 1948        | Roanne                                                  | 3 - 2                                                   | Carcassonne                                             | Marseille                                               | 20 000                                                  |
| 1949        | Marseille                                               | 12 - 5                                                  | Carcassonne                                             | Carcasona                                               | 23 500                                                  |
| 1950        | Carcassonne                                             | 21 - 7                                                  | Marseille                                               | Perpiñán                                                | 18 000                                                  |
| 1951        | Lyon                                                    | 15 - 10                                                 | XIII catalan                                            | Toulouse (Chapou)                                       | 21 933                                                  |
| 1952        | Carcassonne                                             | 18 - 6                                                  | Marseille                                               | Toulouse (Chapou)                                       | 16 645                                                  |
| 1953        | Carcassonne                                             | 19 - 12                                                 | Lyon                                                    | Toulouse (Stadium)                                      | 22 000                                                  |
| 1954        | Bordeaux                                                | 7 - 4                                                   | Marseille                                               | Toulouse                                                | 8000                                                    |
| 1955        | Lyon                                                    | 7 - 6                                                   | Carcassonne                                             | Toulouse                                                | 12 000                                                  |
| 1956        | Albi                                                    | 13 - 5                                                  | Carcassonne                                             | Toulouse                                                | 15 850                                                  |
| 1957        | XIII catalan                                            | 14 - 9                                                  | Avignon                                                 | Toulouse                                                | 9000                                                    |
| 1958        | Albi                                                    | 8 - 6                                                   | Carcassonne                                             | Toulouse                                                | 16 163                                                  |
| 1959        | Villeneuve                                              | 24 - 16                                                 | Lézignan                                                | Toulouse                                                | 13 000                                                  |
| 1960        | Roanne                                                  | 31 - 24                                                 | Albi                                                    | Toulouse                                                | 13 800                                                  |
| 1961        | Lézignan                                                | 7 - 4                                                   | Roanne                                                  | Toulouse                                                | 6998                                                    |
| 1962        | Albi                                                    | 14 - 7                                                  | Villeneuve                                              | Toulouse                                                | 12 068                                                  |
| 1963        | Lézignan                                                | 20 - 13                                                 | Saint-Gaudens                                           | Toulouse                                                | 12 200                                                  |
| 1964        | Villeneuve                                              | 4 - 3                                                   | Toulouse                                                | Toulouse                                                | 5166                                                    |
| 1965        | Toulouse                                                | 47 - 15                                                 | Villeneuve                                              | Toulouse                                                | 8837                                                    |
| 1966        | Carcassonne                                             | 45 - 20                                                 | Saint-Gaudens                                           | Toulouse                                                | 11 244                                                  |
| 1967        | Carcassonne                                             | 39 - 15                                                 | Saint-Gaudens                                           | Toulouse                                                | 10 779                                                  |
| 1968        | Limoux                                                  | 13 - 12                                                 | Carcassonne                                             | Toulouse                                                | 14 432                                                  |
| 1969        | XIII catalan                                            | 12 - 11                                                 | Saint-Gaudens                                           | Toulouse                                                | 8326                                                    |
| 1970        | Saint-Gaudens                                           | 32 - 10                                                 | XIII catalan                                            | Toulouse                                                | 21 300                                                  |
| 1971        | Saint-Estève                                            | 13 - 4                                                  | Saint-Gaudens                                           | Toulouse                                                | 8179                                                    |
| 1972        | Carcassonne                                             | 21 - 9                                                  | Saint-Gaudens                                           | Toulouse                                                | 11 566                                                  |
| 1973        | Toulouse                                                | 18 - 0                                                  | Marseille                                               | Toulouse                                                | 13 827                                                  |
| 1974        | Saint-Gaudens                                           | 21 - 8                                                  | Villeneuve                                              | Toulouse                                                | 5696                                                    |
| 1975        | Toulouse                                                | 10 - 9                                                  | Saint-Estève                                            | Toulouse                                                | 5015                                                    |
| 1976        | Carcassonne                                             | 14 - 6                                                  | Lézignan                                                | Toulouse                                                | 14 000                                                  |
| 1977        | Albi                                                    | 19 - 10                                                 | Carcassonne                                             | Albi                                                    | 18 325                                                  |
| 1978        | Lézignan                                                | 3 - 0                                                   | XIII catalan                                            | Toulouse                                                | 10 358                                                  |
| 1979        | XIII catalan                                            | 17 - 2                                                  | Carcassonne                                             | Toulouse                                                | 13 202                                                  |
| 1980        | Villeneuve                                              | 12 - 7                                                  | Saint-Estève                                            | Toulouse                                                | 10 029                                                  |
| 1981        | No final.                                               | No final.                                               | No final.                                               | No final.                                               | No final.                                               |
| 1982        | XIII catalan                                            | 21 - 8                                                  | Saint-Estève                                            | Toulouse                                                | 8504                                                    |
| 1983        | XIII catalan                                            | 10 - 8                                                  | Villeneuve                                              | Toulouse                                                | 10 628                                                  |
| 1984        | XIII catalan                                            | 30 - 6                                                  | Villeneuve                                              | Toulouse                                                | 8182                                                    |
| 1985        | XIII catalan                                            | 26 - 6                                                  | Le Pontet                                               | Toulouse                                                | 8797                                                    |
| 1986        | Le Pontet                                               | 19 - 6                                                  | XIII catalan                                            | Toulouse                                                | 8000                                                    |
| 1987        | XIII catalan                                            | 11 - 3                                                  | Le Pontet                                               | Toulouse                                                | 4350                                                    |
| 1988        | Le Pontet                                               | 14 - 2                                                  | XIII catalan                                            | Toulouse                                                | 9950                                                    |
| 1989        | Saint-Estève                                            | 23 - 4                                                  | Le Pontet                                               | Narbona                                                 | 9936                                                    |
| 1990        | Saint-Estève                                            | 24 - 23                                                 | Carcassonne                                             | Narbona                                                 | 8000                                                    |
| 1991        | Saint-Gaudens                                           | 10 - 8                                                  | Villeneuve                                              | Toulouse                                                | 6031                                                    |
| 1992        | Carcassonne                                             | 11 - 10                                                 | Saint-Estève                                            | Toulouse                                                | 6000                                                    |
| 1993        | Saint-Estève                                            | 9 - 8                                                   | XIII catalan                                            | Toulouse                                                | 10 000                                                  |
| 1994        | XIII catalan                                            | 6 - 4                                                   | Pia                                                     | Narbona                                                 | 12 000                                                  |
| 1995        | Pia                                                     | 12 - 10                                                 | Saint-Estève                                            | Narbona                                                 | 13 200                                                  |
| 1996        | Villeneuve                                              | 27 - 26                                                 | Saint-Estève                                            | Narbona                                                 | 10 000                                                  |
| 1997        | Saint-Estève                                            | 28 - 24                                                 | Villeneuve                                              | Narbona                                                 | 12 000                                                  |
| 1998        | Saint-Estève                                            | 15 - 8                                                  | Villeneuve                                              | Narbona                                                 | 12 000                                                  |
| 1999        | Villeneuve                                              | 33 - 20                                                 | Saint-Gaudens                                           | Paris                                                   | 7592                                                    |
| 2000        | Toulouse                                                | 20 - 18                                                 | Saint-Estève                                            | Paris                                                   | 6500                                                    |
| 2001        | Villeneuve                                              | 32 - 20                                                 | Toulouse                                                | Toulouse                                                | 9000                                                    |
| 2002        | Villeneuve                                              | 17 - 0                                                  | Union Treiziste Catalane                                | Béziers                                                 | 8000                                                    |
| 2003        | Villeneuve                                              | 31 - 18                                                 | Saint-Gaudens                                           | Narbona                                                 | 8000                                                    |
| 2004        | Saint-Gaudens                                           | 14 - 10                                                 | Union Treiziste Catalane                                | Perpiñán                                                | 7500                                                    |
| 2005        | Union Treiziste Catalane                                | 66 - 16                                                 | Toulouse                                                | Narbona                                                 | 5000                                                    |
| 2006        | Pia                                                     | 21 - 18                                                 | Toulouse                                                | Toulouse                                                | 5462                                                    |
| 2007        | Pia                                                     | 20 - 16                                                 | Lézignan                                                | Colomiers                                               | 7882                                                    |
| 2008        | Lézignan                                                | 26 - 16                                                 | Pia                                                     | Béziers                                                 | 9550                                                    |
| 2009        | Lézignan                                                | 40 - 32                                                 | Limoux                                                  | Carcasona                                               | 11 263                                                  |
| 2010        | Lézignan                                                | 33 - 22                                                 | Pia                                                     | Montpellier                                             | 6612                                                    |
| 2011        | Lézignan                                                | 17 - 12                                                 | Limoux                                                  | Narbona                                                 | 11 874                                                  |
| 2012        | Carcassonne                                             | 26 - 20                                                 | Pia                                                     | Narbona                                                 | 8980                                                    |
| 2013        | Pia                                                     | 33 - 26                                                 | Saint-Estève XIII catalan                               | Perpiñán (Gilbert-Brutus)                               | 6732                                                    |
| 2014        | Toulouse                                                | 38 - 12                                                 | Lézignan                                                | Perpiñán (Gilbert-Brutus)                               | 7235                                                    |
| 2015        | Toulouse                                                | 20 - 12                                                 | Carcassonne                                             | Colomiers (Stade Michel-Bendichou)                      | 5800                                                    |
| 2016        |                                                         | -                                                       |                                                         | Albi (Stadium)                                          |                                                         |